# Развод по-итальянски
«Развод по-итальянски» (итал. Divorzio all'italiana) — художественный фильм итальянского режиссёра Пьетро Джерми, вышедший на экраны в 1961 году. Классический образец комедии по-итальянски. Фильм удостоен премий «Оскар» и «Золотой глобус».
Главные роли исполнили Марчелло Мастроянни и Даниэла Рокка. Фильм принёс международную известность Стефании Сандрелли, которой на момент съёмок исполнилось всего 15 лет.

## Сюжет
Главный герой дон Фердинандо Чефалу (для домашних — Фефе) — барон, житель небольшого сицилийского городка, в котором все знают друг друга в лицо. У Фердинандо есть кузина, очаровательная Анжела. Фефе, которому до смерти надоела его жена, привязчивая Розалия, влюбляется в Анжелу, девушка отвечает ему взаимностью.
По итальянским законам 1950-х годов получить законный развод было почти невозможно. Фефе разрабатывает хитроумную комбинацию. Он решает избавиться от Розалии, подстроив её роман с другом юности, художником Кармело Патане, с тем, чтобы застигнуть любовников на месте преступления, убить в состоянии аффекта, а затем на суде получить мягкий приговор по мотиву защиты чести, которой на Сицилии придаётся большое значение. Однако в какой-то момент план даёт осечку: Розалия и Кармело настолько серьёзно отдаются охватившему их чувству, что вместо того, чтобы предаться любви под сенью палаццо Чефалу и дать дону Фефе право убить себя, бегут из города. Фердинандо понимает, что его расчёт на аффект не сработал, поэтому решает обеспечить себе мотив, до дна испив чашу унижения, которым жители городка награждают рогоносца. Он тщательно собирает доказательства для будущего процесса: смакует сплетни, собирает многочисленные анонимки с оскорблениями, наблюдает разрыв своей сестры с женихом, отказывающемуся сочетаться браком с представительницей семейства, представитель которого не защитил поруганную честь мужа и сицилийца... Наконец, явившаяся в город жена Патане публично оскорбляет дона Фефе, награждая плевком в лицо. Собрав, таким образом, весь букет свидетельств невыносимости своего положения и получив от местного крёстного отца сведения о том, где скрываются любовники, Фердинандо отправляется в дорогу. Жена Патане, прибывшая немного раньше, чем дон Фефе, убивает, к сожалению последнего, лишь своего мужа, и Фефе всё-таки приходится лично воспользоваться оружием...
Судебный процесс идёт как по нотам, адвокат блестяще защищает барона Чефалу, общество ему сочувствует, а суд приговаривает всего к 3 годам заключения.
...Через полтора года Фердинандо выходит из тюрьмы досрочно и возвращается в городок, чтобы сочетаться браком с Анжелой и отбыть в свадебное путешествие с молодой женой... Однако уже во время медового месяца Анжела начинает заглядываться на других мужчин...

## В ролях
- Марчелло Мастроянни — Фердинандо Чефалу
- Даниэла Рокка — Розалия Чефалу
- Стефания Сандрелли — Анжела
- Леопольдо Триесте — Кармело Патане
- Одоардо Спадару — дон Гаэтано Чефалу
- Маргерита Джирелли — Сисина
- Анжела Кардиле — Агнезе
- Ландо Буццанка — Розарио Муле

## Награды
- 1962 — фильм вошёл в основную конкурсную программу Каннского кинофестиваля и выиграл приз за лучшую комедию.
- 1962 — номинация на премию Национального совета кинокритиков США за лучший зарубежный фильм.
- 1963 — премия «Оскар» за лучший оригинальный сценарий, а также две номинации: лучший режиссёр (Пьетро Джерми) и лучший актёр (Марчелло Мастроянни).
- 1963 — премия «Золотой Глобус» за лучшую мужскую роль в комедии или мюзикле (Марчелло Мастроянни), а также приз Сэмюэла Голдвина.
- 1963 — номинация на премию Гильдии режиссёров США (Пьетро Джерми).
- 1964 — премия BAFTA лучшему иностранному актёру (Марчелло Мастроянни), а также две номинации: лучший фильм и лучшая зарубежная актриса (Даниэла Рокка).